# 동국대학교 의료원
동국대학교 의료원(東國大學校 醫療院)은 동국대학교 일산병원과 경주 분교의 의과대학 부속병원을 총칭한다

## 연혁
- 1978년 11월 27일 동국대학교 경주 캠퍼스 설립(한의예과 신설)
- 1983년 11월 29일 경주한방병원 개원
- 1984년 10월 5일 한의과대학 신설
- 1985년 10월 30일 의예과 신설
- 1986년 10월 13일 의과대학 신설
- 1988년 10월 1일 포항병원 개원
- 1988년 10월 30일 동국대의료원 개설
- 1989년 10월 17일 동국한방병원 개원
- 1991년 10월 22일 경주병원 개원
- 1994년 7월 21일 인천한방병원 개원(의료법인 길의료재단과 협력)
- 1998년 9월 12일 의료법인 구암재단 경주병원 인수
- 1999년 1월 31일 인천한방병원 협력 계약해지
- 1999년 11월 11일 서울강남한방병원개원
- 2005년 9월 27일 일산불교병원 개원(일산병원, 일산한방병원)
- 2007년 4월 1일 동국대학교의료원 출범(동국의료원과 일산불교병원 기구통합)
- 2007년 7월 16일 일산병원 엘지필립스의원 개원
- 2008년 6월 30일 포항병원 매각[1]

## 운영 기관
종합병원인 일산병원과 경주병원 등이 있으며, 한방병원인 일산, 경주, 분당, 강남 등은 한의과대학, 의과대학, 의학전문대학원 등이 운영하고 있다.

### 동국대학교일산병원
- 동국대일산병원 : 경기도 고양시 일산동구 동국로 27
  - 동국대일산한방병원 : 경기도 고양시 일산동구 동국로 27
  - 동국대분당한방병원 보관됨 2009-04-01 - 웨이백 머신 : 경기도 성남시 분당구 불정로 268

### 동국대학교경주병원
- 동국대학교 경주병원 보관됨 2008-12-24 - 웨이백 머신 : 경상북도 경주시 동대로 87
  - 동국대학교 경주한방병원 보관됨 2009-10-16 - 웨이백 머신 : 경상북도 경주시 동대로 87

### 부속대학
- 동국대학교 의과대학 : 경상북도 경주시 동대로 123 의과대학
- 동국대학교 한의과대학 : 경상북도 경주시 동대로 123 한의과대학
- 동국대학교 의학전문대학원 : 경상북도 경주시 동대로 123 의학전문대학원

## 기타
- 효과적인 의학적 치료이기도 하는 명상에서 특정 종교에만 편향적인 성향을 줄이라는 비판을 지속적으로 받기 때문에 특정 종교에만 편향적인 색체를 병원에서 의도적으로 줄인 부분이 있다.
- 병원 내에 편의 시설들에는 불교 법당이 포함되며 스님들을 대상으로 하는 의료 서비스 체계를 추가로 유지하고 있다.

## 같이 보기
- 동국대학교